# Щ-5416
Щ-5416 — ленинградская серия жилых домов. Строилась в 1960-е годы.

## Описание серии
Серия представляет собой 12-этажные 84-квартирные кирпичные здания серого цвета. Дома оснащены двумя пассажирскими лифтами и мусоропроводом, высота потолков приблизительно 2,55 м. Квартиры 1,2,3-комнатные, на каждом этаже расположено по 7 квартир (две с одной комнатой, четыре с двумя, одна с тремя комнатами).

Санузлы совмещённые в 1-комнатных квартирах и раздельные в остальных; расположение ванн — продольное (то есть нет места для стиральной машины). Во всех квартирах предусмотрены лоджии или балконы.
Строились дома на средства жилищно-строительных кооперативов. Со стороны фасада, образуемой тремя смежными 6-метровыми лоджиями, по два оконных проёма в каждой, имеется «13-й этаж» — служебное помещение с выходом на 18-метровую лоджию (балкон), предназначенное по проекту для проведения общих собраний ЖСК.
Первый дом этой серии (набережная Чёрной речки, 61) был построен в 1963 году для ЖСК «Архитектор». Ныне ЖСК преобразован в ТСЖ с таким же названием.
Проект здания разработан в 1963 году мастерской № 2 института «Ленпроект» архитекторами В. Ф. Беловым и П. В. Курочкиным. Авторы проекта удостоены дипломов второй премии Всесоюзного смотра-конкурса, проведённого Госстроем СССР в 1965 году.